# Ульяновка (Херсонский район)
Ульяновка (укр. Ульяновка) — село в Дарьевской сельской общине Херсонского района Херсонской области Украины.
Почтовый индекс — 75030. Телефонный код — 5547. Код КОАТУУ — 6520387302.

## Население
Население по переписи 2001 года составляло 551 человек.

### Языковой состав
Родной язык населения по данным переписи 2001 года:
| Язык        | Численность, чел. | Доля     |
| ----------- | ----------------- | -------- |
| Украинский  | 498               | 90,38 %  |
| Русский     | 41                | 7,44 %   |
| Белорусский | 7                 | 1,27 %   |
| Другое      | 5                 | 0,91 %   |
| Итого       | 551               | 100,00 % |